# Luminești
Luminești románul: Luminești, falu Romániában, Erdélyben, Fehér megyében. Közigazgatásilag Aranyosszohodol községhez tartozik.

## Fekvése
Aranyosszohodol mellett fekvő település.

## Története
Lumineşti korábban Aranyosszohodol része volt. Különvált Băzești, Dole (később Valea Morii része lett), Morărești, Nelegești, Nicorești, Surdești, Sebișești és Vlădoșești.
1966-ban 246 lakosából 199 román volt. 1977-ben 209 román lakosa volt. 1992-ben 120 lakosából 75 román, 45 cigány, a 2002-es népszámláláskor 120 lakosából 103 román, 17 cigány volt.